# 吕基亚之路
吕基亚之路 (Lycian Way)是土耳其西南部一条长距离远足径，得名于曾经统治过该地区的古代文明。它沿着古代吕基亚地区海岸伸展，全长500多公里，从费特希耶附近的希萨雷内（Hisarönü）,一直延伸到距离安塔利亚约20公里盖伊克巴耶尔（Geyikbayırı）。沿路标记有红色和白色条纹。它是由住在土耳其的英国人凯特·克洛（Kate Clow）构思的。

## 历史

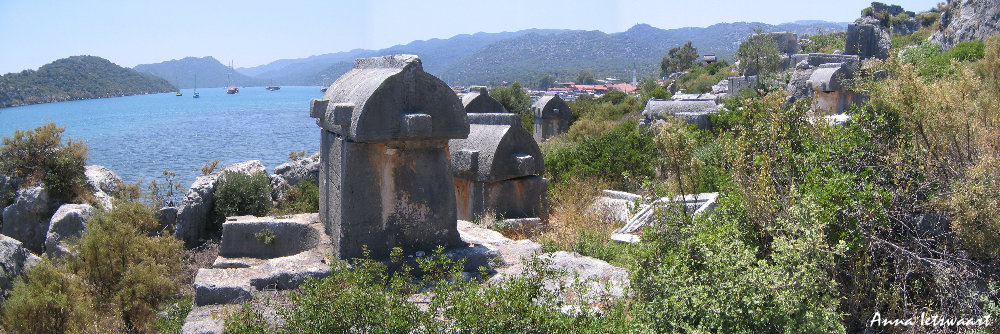
吕基亚古墓

吕基亚是一个历史上的区域，位于安纳托利亚西南部的地中海沿岸，托罗斯山脉西段的特克半岛，地处今天的穆拉省和安塔利亚省。据历史学家称，吕基亚人生活在史前青铜晚期， 他们沿着地中海建立了如克桑托斯、帕塔拉、米拉、皮纳拉、特洛斯、奥林波斯等许多城邦，并组成了吕基亚同盟。由于其战略位置，他们有最好的机会进行海上贸易，甚至海盗。 后来，吕基亚地区由波斯帝国、古希腊占领，然后由古罗马、东罗马帝国、塞尔柱帝国控制，最后被奥斯曼帝国控制。 该地区悬崖上的岩墓和石棺见证了吕基亚文明。

## 气候
该地区由于地中海气候盛行，夏季炎热干燥，冬季温和，年降水量较少。远足季节很长，但是，最好的时间是春季，山上仍然被雪覆盖，山下开满了鲜花。秋季的10月和11月随着温度和湿度的逐渐降低，也是远足的好时节。在海拔较高的地方和山峰上，一天之内可以体验到所有的四季。在5月中旬和9月中旬，在低海拔地区徒步非常炎热。在12月和1月，可能会遭遇下雨和风暴。从1月到4月初，海拔1500米以上通常会有积雪。从11月至次年2月，可能会下大雨。

## 照片

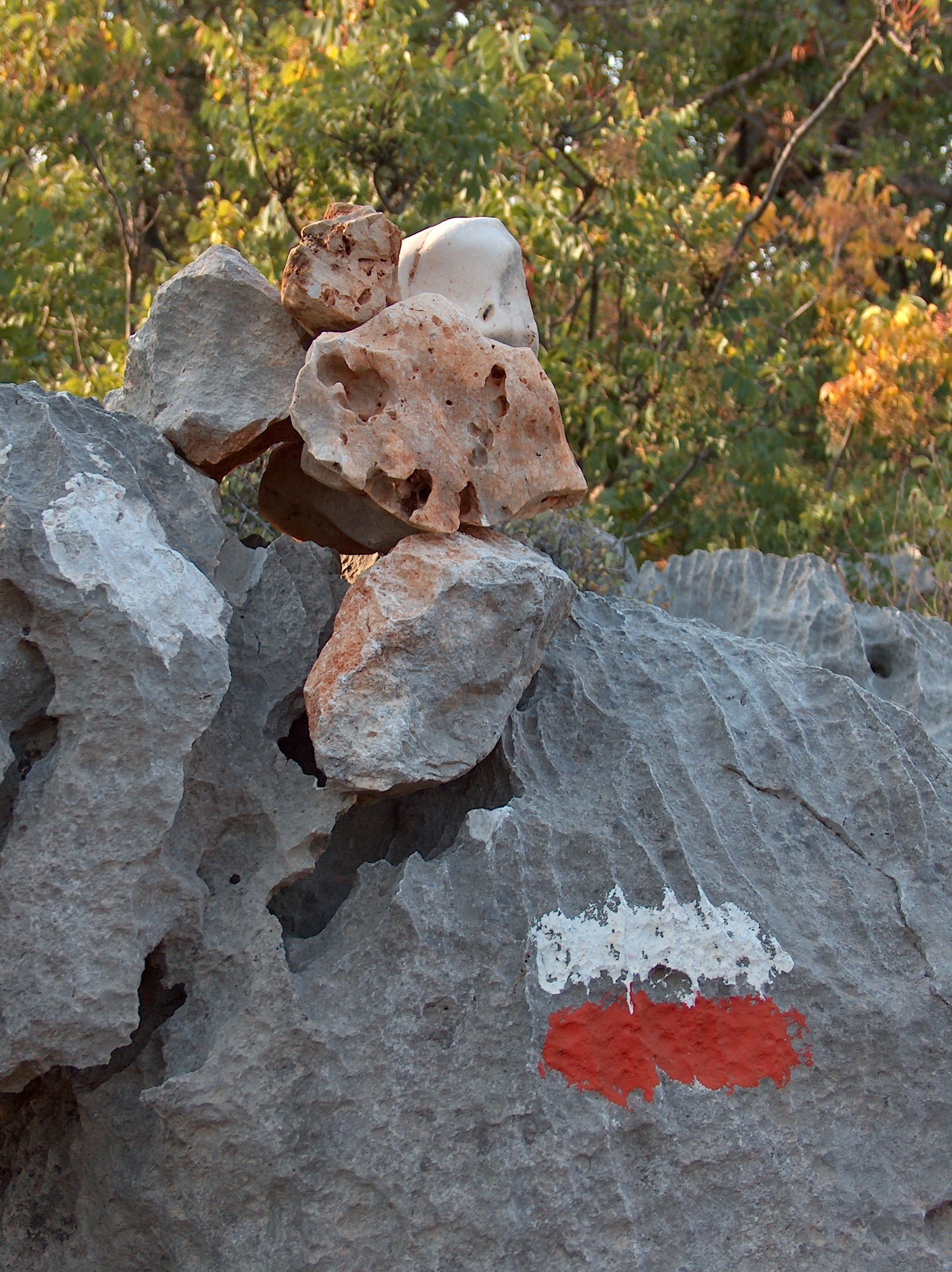
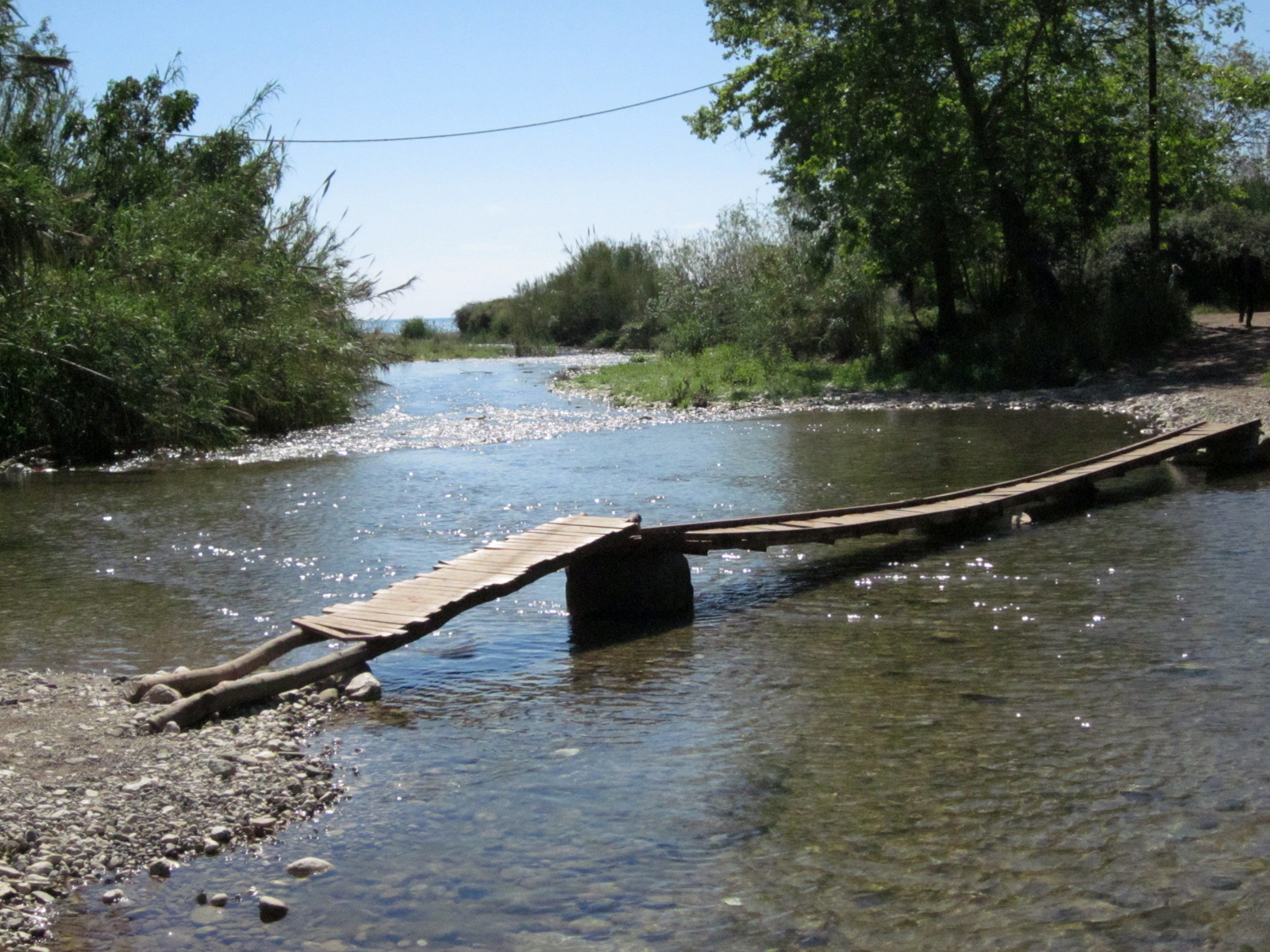
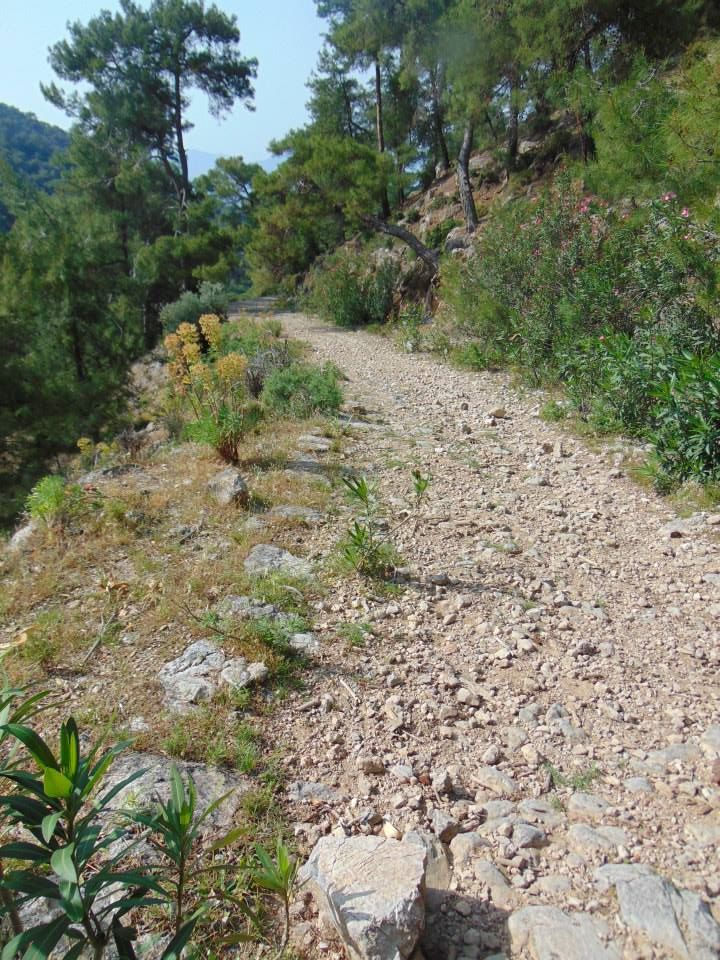
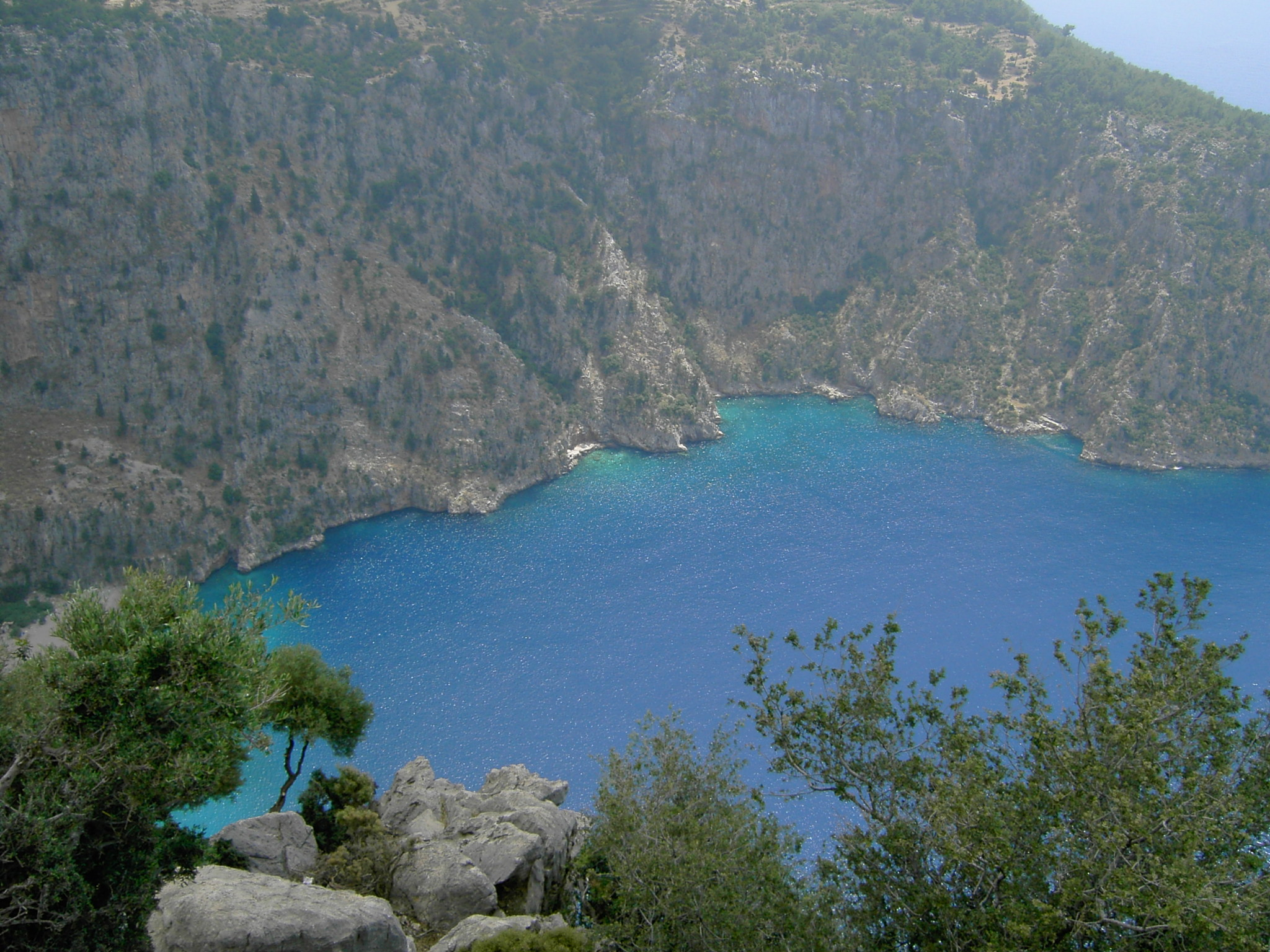
蝴蝶谷
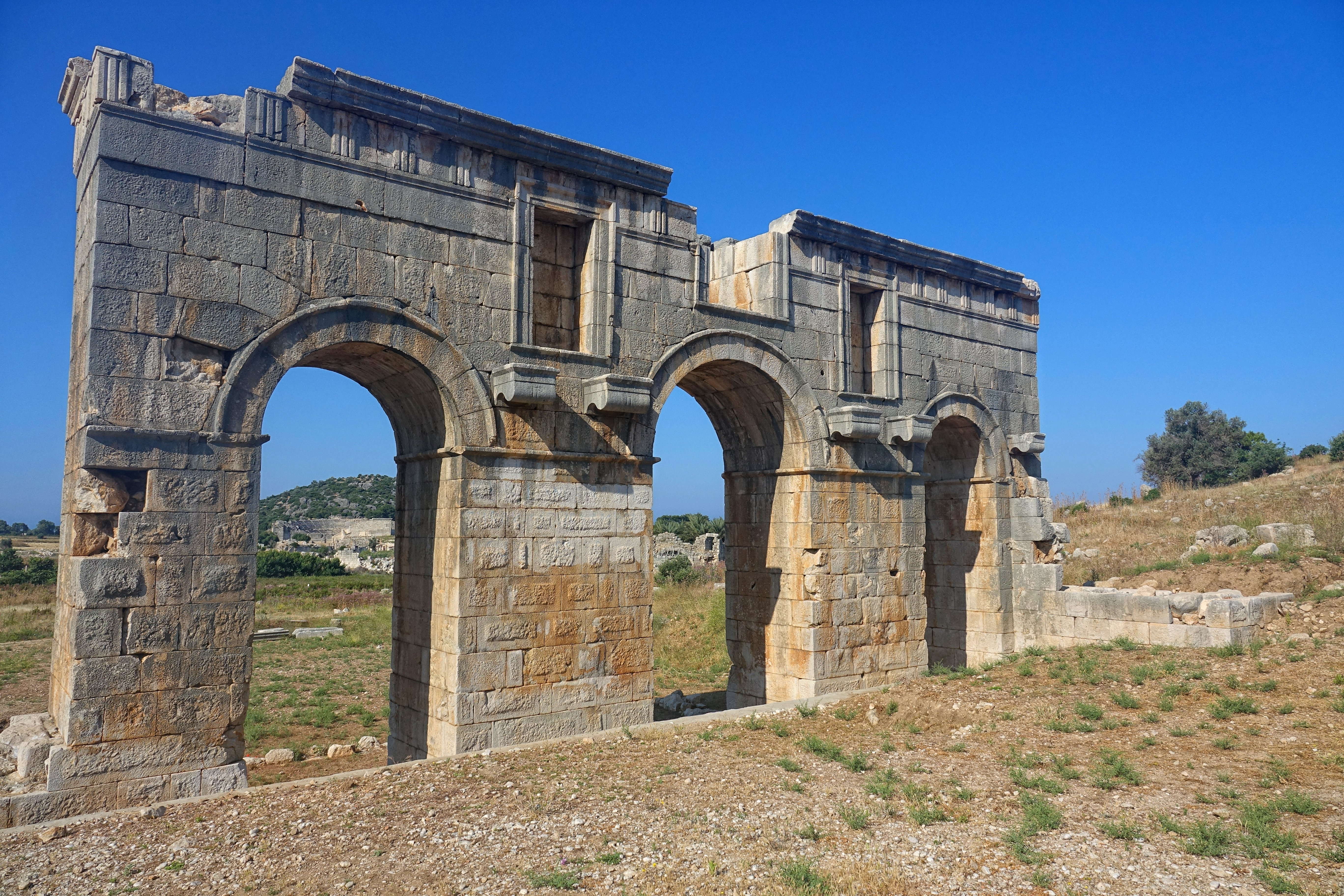
修复的城门
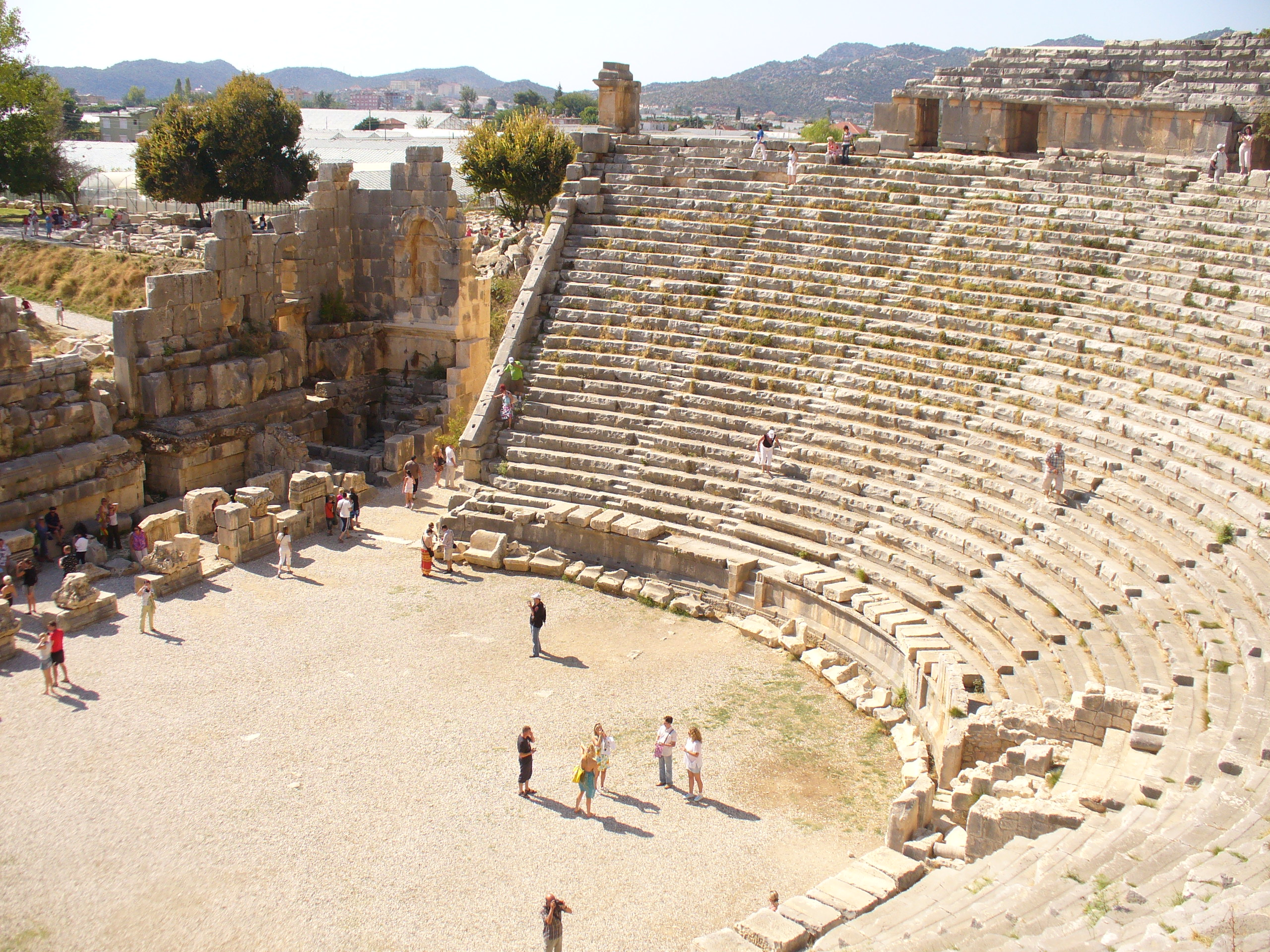
露天剧场